# Lachemilla grisebachiana
Lachemilla grisebachiana là loài thực vật có hoa trong họ Hoa hồng. Loài này được (L.M. Perry) Rothm. mô tả khoa học đầu tiên năm 1937.